# Yılmaz Güney
Yılmaz Güney, echte naam Yılmaz Pütün (Adana, 1 april 1937 – Parijs, 9 september 1984), was een Zazaïsch-Koerdisch schrijver, scenarist, filmacteur en filmregisseur. Hij werd in Turkije veelvuldig tot gevangenisstraf veroordeeld vanwege zijn – in de ogen van de Turkse autoriteiten – omstreden werk en vanwege de moord op de Turkse rechter Sefa Mutlu.

## Levensloop

### Achtergrond
Güney werd geboren in een gezin in een klein dorp nabij Adana. Zijn vader was een Zaza en moeder een Koerd. Op tienjarige leeftijd verliet de recalcitrante Güney zijn familie en het dorp waar hij geboren is en trok hij in bij familie in Adana. Hij studeerde Rechten en Economie aan de universiteiten van Ankara en Istanboel, maar al vrij vroeg in zijn leven ontdekte hij zijn liefde voor films. Dat gebeurde in Ankara, waar hij en Yılmaz elkaar leerden kennen. De twaalf jaar oudere Yılmaz was geïnteresseerd in de filmindustrie en vond in Güney een talent met wie hij samen wilde werken. In Turkije ontstond in die tijd een nieuwe techniek voor het maken van films, het zogenaamde Yesilçam (Turkse filmindustrie). Veel producenten en regisseurs grepen deze mogelijkheid aan om misstanden binnen het land in beeld te brengen.

### Nieuwe generatie filmmakers
In Turkije bracht deze nieuwe technische ontwikkeling veel deining met zich mee. In het land werden tot die tijd alleen films uitgezonden die door de strenge regering waren goedgekeurd. Het ging dan meestal om verfilmde theaterstukken, propagandistische oorlogsfilms en eenvoudige melodrama's. Güney en Yılmaz waren de pioniers van een nieuwe lichting filmmakers die op een artistieke en creatieve manier kritiek uitten op de overheid. Al vrij snel groeide de populariteit van Güney. Met zijn norse uiterlijk en sombere rollen kreeg hij de bijnaam Çirkin Kral ("De lelijke koning"). In die tijd acteerde Güney in twintig films per jaar, ook schreef hij in die periode enkele boeken.

### Gevangenisstraf
Ondanks de politieke hervormingen in Turkije die de democratie en de vrijheid van meningsuiting wat meer ruimte zouden geven, werd Güney in 1961 veroordeeld tot een gevangenisstraf van achttien maanden omdat hij een roman had geschreven die door de Turkse autoriteiten als opruiend werd beoordeeld. Het boek zou een communistisch karakter hebben. Yılmaz Güney heeft ook openlijk verklaard naar een onafhankelijk Koerdistan te streven, wat volgens de Turkse wet een misdrijf is. De relatie tussen de artiest en de Turkse overheid zou vanaf dat moment nooit meer goed komen. Voor Güney brak een tijd aan waarin hij veelvuldig werd vervolgd vanwege zijn films en de boeken die hij schreef, vreemd genoeg was dit de meest productieve periode uit zijn leven. In Turkije heeft hij in 25 verschillende gevangenissen, waaronder op het gevangeniseiland İmralı, vastgezeten, omdat hij een openbare aanklager heeft doodgeschoten.

### Scenarioschrijver
In 1965 begon hij langzamerhand van acteur te verworden tot scenarist. Hij wilde zijn onbehagen uiten op een creatieve manier en schreef films waarin hij geleidelijk aan de stem van de Koerdische bevolking in Turkije werd. Hij startte zijn eigen productiebedrijf: Güney Filmcilik. De films die hij nadien schreef en produceerde waren een afspiegeling van de situatie van zijn Koerdische soortgenoten. Achtereenvolgens verschenen Umut (Hoop) (1970), Aci (Pijn) (1971), Umutsuzlar (Hopelozen) (1971) en Agit (1972). Na 1972 sleet Güney zijn leven vooral in de gevangenis. In dat jaar werd hij gearresteerd omdat hij jonge revolutionairen onderdak zou hebben geboden en hen zou hebben gesteund in hun radicale ideeën. Kort na zijn vrijlating werd hij wederom gearresteerd voor het schrijven van de film Endise (1974), die moest worden afgeschreven door zijn assistent Şerif Gören en voor het voorbereiden van de film Zavalilar (1975). Onderhavige werkwijze zou het tweetal nog lang hanteren. Güney schreef, Gören produceerde.

### Vrijlating
Tegen het einde van 1974 werd Güney vrijgelaten dankzij een generaal pardon.
In deze jaren schreef hij zijn succesvolste films, Sürü (1978) en Düşman (1979), beide films werden geproduceerd door Zeki Ökten. In Sürü vertelt Güney de historie van Koerdische mensen, maar door de Turkse regering werd hij beperkt in zijn artisticiteit. In een interview met Chris Kutschera zegt Güney: "Ik wilde de acteurs eigenlijk in het Koerdisch laten praten in deze film. Maar als we dat hadden gedaan, zou de regering elke acteur en medewerker van de film opsluiten."
In hetzelfde jaar werd hij gearresteerd. Volgens de getuigen werd Güney geprovoceerd door een dronken openbare aanklager die vervolgens doodgeschoten werd door een onbekende schutter. De schuld werd in zijn schoenen geschoven waardoor hij 18 jaar celstraf kreeg. In 1981 kreeg hij verlof waarna hij niet meer terugkeerde naar de gevangenis in Isparta waar hij vastzat. Het voorgaande wordt ontkracht door Mehmet Uyulhas, een getuige van de moord. Hij heeft gezien dat Güney door de dronken rechter Sefa Mutlu werd belaagd. Güney trok hierop zijn pistool en schoot Mutlu tussen zijn ogen. Mutlu overleed ter plekke.
In 1983 werd Güney zijn Turkse nationaliteit ontnomen. De Turkse regering dacht dat hij zich na het ontnemen van de nationaliteit niet meer met de Turkse politiek zou bemoeien.
Op de vraag "Bent u uit de gevangenis ontsnapt?", die door een jonge figurant werd gesteld in de film Duvar (Engels: The Wall, Frans: Le mur), antwoordde Güney: "Ik kon ontsnappen wanneer ik maar wou, ik wachtte op het juiste moment. Het moment was gekomen en ik ben ontsnapt. Ik ben alleen voor de gevangenis gevlucht, niet voor Turkije. Weten jullie wat ons doel is, jongeren/vrienden? Turkije. Om naar Turkije terug te keren is er maar één uitweg. In Turkije moeten er voor mensen, vooral voor jongere mensen zoals jullie, heel erg goede leefomstandigheden aangeboden worden. Als het niet gereed is, weten jullie wat jullie dan in de toekomst worden? Met deze dynamiek en energie? Jullie worden gangsters, met krachtpatsers gevoelens in de gevangenis belanden, 20 jaar, 30 jaar zelfs levenslange celstraffen krijgen. Sommigen kunnen doodgaan, doodgeschoten worden, op een vrouw verliefd worden en voor de hoerentent of een bar neergeschoten worden, een drugs- of sigarettensmokkelaar worden en op de straat bezwijken. Nee! Er is maar één oplossing en dat is revolutie."

### Overlijden
In 1981 ontsnapte Güney uit een Turkse gevangenis en vluchtte hij naar Frankrijk. In Frankrijk won hij op het filmfestival van Cannes de Gouden Palm voor zijn film Yol (1982), die wederom werd geproduceerd door Şerif Gören. Zijn laatste film was Duvar (1983), een verhaal over jonge kinderen die in gevangenschap leven. Deze film werd zowel financieel als politiek gesteund door de Franse regering. In 1984, toen Güney vrij was van vervolging en vrijuit zijn werk kon doen, sloeg het noodlot toe. Hij kreeg maagkanker en stierf in datzelfde jaar op 47-jarige leeftijd in Parijs.

## Boeken
- Boynu Bükük Öldüler (1971)
- Salpa (1975)
- Sanık
- Hücrem
- Oğluma masallar

## Regisseur / scenarist
- Duvar (1983)
- Yol (1982)
- Düşman (1979)
- Zavallılar (1975)
- Arkadaş (1974)
- Endişe (1974)
- Ağıt (1972)
- Acı (1971)
- Baba (1971)
- İbret (1971)
- Kaçaklar (1971)
- Umutsuzlar (1971)
- Vurguncular (1971)
- Yarın Son Gündür (1971)
- Canlı Hedef (1970)
- Piyade Osman (1970)
- Umut (1970)
- Aç Kurtlar (1969)
- Bir Çirkin Adam (1969)
- Pire Nuri (1968)
- Seyyit Han (1968)
- Bana Kurşun İşlemez (1967)
- Benim Adım Kerim (1967)
- At Avrat Silah (1966)

## Acteur
- Zavallılar (1975)
- Arkadaş (1974)
- Endişe (1974)
- Ağıt (1972)
- Sahtekar (1972)
- Baba (1971)
- Çirkin ve Cesur (1971)
- İbret (1971)
- Kaçaklar (1971)
- Namus ve Silah (1971)
- Umutsuzlar (1971)
- Vurguncular (1971)
- Canlı Hedef (1970)
- Çifte Yürekli (1970)
- İmzam Kanla Yazılır (1970)
- Kanımın Son Damlasına Kadar (1970)
- Onu Allah Affetsin (1970)
- Piyade Osman (1970)
- Sevgili Muhafızım (1970)
- Şeytan Kayaları (1970)
- Son Kızgın Adam (1970)
- Umut (1970)
- Yedi Belalılar (1970)
- Zeyno (1970)
- Aç Kurtlar (1969)
- Belanın Yedi Türlüsü (1969)
- Bin Defa Ölürüm (1969)
- Bir Çirkin Adam (1969)
- Çifte Tabancalı Kabadayı (1969)
- Güney Ölüm Saçıyor (1969)
- Kan Su Gibi Akacak (1969)
- Kurşunların Kanunu (1969)
- Aslan Bey (1968)
- Azrail Benim (1968)
- Beyoğlu Canavarı (1968)
- Can Pazarı (1968)
- Kardeşim Benim (1968)
- Kargacı Halil (1968)
- Marmara Hasan (1968)
- Öldürmek Hakkımdır (1968)
- Pire Nuri (1968)
- Seyyit Han (1968)
- At hırsızı Banus (1967)
- Balatlı Arif (1967)
- Bana Kurşun İşlemez (1967)
- Benim Adım Kerim (1967)
- Büyük Cellatlar (1967)
- Çirkin Kral Affetmez (1967)
- Eşkiya Celladı (1967)
- İnce Cumali (1967)
- Kızılırmak-Karakoyun (1967)
- Kozanoğlu (1967)
- Kuduz Recep (1967)

- Kurbanlık Katil (1967)
- Şeytanın Oğlu (1967)
- Anası Yiğit Doğurmuş (1966)
- Arslanların Dönüşü (1966)
- At Avrat Silah (1966)
- Bomba Kemal (1966)
- Çirkin Kral (1966)
- Esrefpaşalı (1966)
- Hudutların Kanunu (1966)
- Kibar Haydut (1966)
- Kovboy Ali (1966)
- Silahların Kanunu (1966)
- Tilki Selim (1966)
- Ve Silahlara Veda (1966)
- Yedi Dağın Aslanı (1966)
- Yiğit Yaralı ÖlÜr (1966)
- Ben Öldükçe Yaşarım (1965)
- Beyaz Atlı Adam (1965)
- Dağların Oğlu (1965)
- Davudo (1965)
- Gönül Kuşu (1965)
- Haracıma Dokunma (1965)
- Kahreden Kurşun (1965)
- Kan Gövdeyi Götürdü (1965)
- Kanlı Buğday (1965)
- Kasımpaşalı (1965)
- Kasımpaşalı Recep (1965)
- Konyakçı (1965)
- Korkusuzlar (1965)
- Krallar Kralı (1965)
- Sayılı Kabadayılar (1965)
- Silaha Yeminliydim (1965)
- Sokakta Kan Vardı (1965)
- Tehlikeli Adam (1965)
- Torpido Yılmaz (1965)
- Üçünüzü de Mıhlarım (1965)
- Yaralı Kartal (1965)
- Halime'den Mektup Var (1964)
- Her Gün Ölmektense (1964)
- Kamalı Zeybek (1964)
- Kara Şahin (1964)
- Kocaoğlan (1964)
- Koçero (1964)
- Mor Defter (1964)
- On korkusuz Adam (1964)
- Prangasız Mahkumlar (1964)
- Zımba Gibi Delikanlı (1964)
- İkisi de Cesurdu (1963)
- Dolandırıcılar Şahı (1961)
- Tatlı Bela (1961)
- Tütün Zamanı (1959)
- Alageyik (1958)
- Bu Vatanın Çocukları (1958)